# Анисимов, Владимир Гаврилович
Владимир Гаврилович Анисимов (род. 27 сентября 1955 года) — советский и российский деятель органов государственной безопасности, генерал-полковник. Заместитель директора ФСБ в 2002—2005 годах.

## Биография
Родился 27 сентября 1955 года в селе Вязовое Прохоровского района Белгородской области.
В 1972 году окончил СПТУ № 14, работал трактористом, бригадиром комсомольско-молодежной бригады в колхозе «Великий Октябрь».
В 1973—1977 годах служил в пограничных войсках КГБ СССР. С 1977 года по 1996 год — в органах КГБ (ФСБ) в Карелии (первая должность — прапорщик комендатуры КГБ).
Окончил Петрозаводский государственный университет им. О. В. Куусинена и Высшую школу КГБ им. Ф. Э. Дзержинского.
С 1996 года на руководящих должностях в Центральном аппарате ФСБ России (Антитеррористический центр, Инспекторское управление, Центр по защите государственной тайны, Управление собственной безопасности — первый зам. начальника, с 2000 года — начальник).
С 2002 года — заместитель директора ФСБ России, начальник Инспекторского управления. Во время теракта в Беслане 1—3 сентября 2004 года член оперативного штаба по освобождению заложников. В докладе Парламентской комиссии Федерального Собрания РФ по расследованию причин и обстоятельств совершения террористического акта относительно роли Анисимова отмечалось следующее: «Парламентской комиссии остались непонятными роль и задачи пребывания <…> заместителя директора ФСБ России генерал-лейтенанта В. Г. Анисимова. Участие должностного лица такого уровня в проведении контртеррористической операции должно было, по-видимому, выражаться в каких-то конкретных действиях». По данным североосетинской парламентской комиссии под руководством Станислава Кесаева, Анисимов был непосредственным руководителем операции по освобождению заложников (наряду с заместителем директора ФСБ Владимиром Проничевым и руководителем ЦСН ФСБ Александром Тихоновым). «Новая газета» также отмечала, что Анисимов «вместе с другим выходцем из карельского МГБ, ныне первым замом директора ФСБ Проничевым, отвечал за операцию по освобождению заложников в Беслане». Издание «Коммерсантъ», опираясь на книгу Ольги Алленовой «Форпост. Беслан и его заложники», отмечало, что, предположительно, в Беслан Анисимов прибыл вместе с Проничевым, после чего направился в штаб 58-й армии.
В конце мая 2005 года выведен в резерв, вскоре после этого назначен на руководящую работу в Федеральную службу по техническому и экспортному контролю.
В последующем — 1-й вице-президент по безопасности ООО «НДК „Меркурий“» (с 2009), председатель Совета директоров ОАО «ЗиД».